# NRS 11-16
De serie NRS 11-16 was een serie stoomlocomotieven van de Rijn Spoorweg (RS) en Nederlandsche Rhijnspoorweg-Maatschappij (NRS), waarvan enkele ook nog bij de Hollandsche IJzeren Spoorweg-Maatschappij (HSM) hebben dienstgedaan.
De RS, en sinds 18 juli 1845 diens opvolger NRS, stelde de door Paul van Vlissingen en Dudok van Heel in Amsterdam gefabriceerde locomotieven in 1844-1846 in dienst op de breedsporige verbinding tussen Amsterdam en Arnhem. De locomotieven waren voorzien van de namen Etna, Vesuvius, Hekla, Atlas, Merapie en Bromo. Dit waren de eerste locomotieven in Nederland welke van een Stephenson  schaarbeweging waren voorzien. Rond 1848 werden de locomotieven ingrijpend verbouwd om de trekkracht te vergroten om de langer wordende treinen te kunnen trekken. Nadat het genoemde traject in de periode 1854-1855 was omgebouwd van breedspoor tot normaalspoor werden de locomotieven buiten dienst gesteld en verkocht aan de handelaar B.J. Nijkerk in Amsterdam. 
De Hollandsche IJzeren Spoorweg-Maatschappij (HSM), waarvan de spoorlijn tussen Amsterdam en Rotterdam nog in breedspoor was uitgevoerd, zag toen wel wat in overname van de bij de NRS buiten dienst gestelde locomotieven ter vervanging van oudere eigen locomotieven. Met de handelaar B.J. Nijkerk kwam de HIJSM overeen om twaalf locomotieven te ruilen met bijbetaling van 2000 gulden per locomotief. In 1856 werden de HSM Vulkanus en Leeuw respectievelijk geruild tegen de jongere ex-NSR locomotieven 13 Hekla en 16 Bromo. De Bromo werd direct afgekeurd en teruggeleverd aan de aannemer. In 1857 werd de HSM Arend geruild tegen de NRS 12 Vesuvius, die tot 1863 bij de HSM heeft dienstgedaan. De HSM Orion werd in 1858 geruild tegen de NRS 11 Etna. De Vesuvius en Etna hebben bij de HSM dienstgedaan tot 1866.
Alle genoemde locomotieven zijn nadien gesloopt.
| Fabrieksnummer | Naam     | NRS nummer | In dienst NRS | Uit dienst NRS | In dienst HSM | Uit dienst HSM | Bijzonderheden                                  |
| -------------- | -------- | ---------- | ------------- | -------------- | ------------- | -------------- | ----------------------------------------------- |
| 2              | Etna     | 11         | 1844          | 1855           | 1858          | 1866           | Geruild tegen HSM Orion.                        |
| 3              | Vesuvius | 12         | 1844          | 1855           | 1857          | 1863           | Geruild tegen HSM Arend.                        |
| 4              | Hekla    | 13         | 1845          | 1855           | 1856          | 1866           | Geruild tegen HSM Vulkanus.                     |
| 5              | Atlas    | 14         | 1845          | 1855           |               |                |                                                 |
| 6              | Merapie  | 15         | 1845          | 1855           |               |                |                                                 |
| 7              | Bromo    | 16         | 1845          | 1855           | -             | -              | Geruild tegen HSM Leeuw, maar direct afgekeurd. |